# نقص الألدوستيرونية الكاذب
نقص الألدوستيرونية الكاذب هي حالة طبية مقلدة لنقص الألدوستيرونية لكن الحالة تحدث بسبب عدم قدرة الجسم على الاستجابة للألدوستيرون الذي يتكون مستوياته مرتفعة بسبب غياب التثبيط الارتجاعي.

## تاريخ المرض
يعد تشيك وبيري أول من وصف المرض في عام 1958.

## أنواعه
قام طبيب الغدد الصم في الأطفال هارون خانوقوغلو بذكر نوعين مختلفين من نقص الألدوستيرونية الكاذب لهما نمطين وراثيين مختلفين:
- الأول: وهو النوع الكلوي وهو موروث سائد ويتصف بفقدان الملح من الكليتين.
- الثاني: وهو متعدد الأجهزة، ويحدث فيه فقدان الملح من الكليتين والرثتين والغدد العرقية والغدد اللعابية.[3][4]

يضم نقص الألدوستيرونية الكاذب الأنوواع التالية:
| النوع                                                | الوراثة المندلية البشرية عبر الإنترنت | المورثة                                             | الوصف                                      |
| ---------------------------------------------------- | ------------------------------------- | --------------------------------------------------- | ------------------------------------------ |
| نقص الألدوستيرونية الكاذب من النوع الأول أد (PHA1AD) | 177735                                | MLR                                                 | مع ضياع للصوديوم                           |
| نقص الألدوستيرونية الكاذب من النوع الأول أر (PHA1AR) | 264350                                | SCNN1A، SCNN1B، SCNN1G في epithelial sodium channel | مع ضياع للصوديوم                           |
| نقص الألدوستيرونية الكاذب من النوع الثاني (PHA2)     | 145260                                | WNK4، WNK1                                          | بدون مع ضياع للصوديوم. قد يشمل TRPV6 أيضا. |

## العلاج
يحتاج نقص الألدوستيرونية الكاذب الشديد إلى كميات كبيرة من ملح كلوريد الصوديوم. قد تحدث حالات فرط بوتاسيوم الدم أيضا.